# Praia de Itaipava
A Praia de Itaipava se localiza no distrito homônimo, no município de Itapemirim, no estado do Espírito Santo, no Brasil.

## Topônimo
"Itaipava" é um termo oriundo da língua tupi. Significa "lago de água de pedra", através da junção dos termos itá ("pedra"),  'y  ("água") e upaba ("lago").

## Descrição
É um grande porto pesqueiro, que detém a maior produção de atum do estado, sendo considerado o maior porto pesqueiro artesanal do Brasil. O Distrito de Itaipava possui outras quatro praias: Itaóca, Gamboa, Martins e Monte Aghá (que tem esse nome por estar aos pés de um monte de quase trezentos metros de altura).
Um dos cartões-postais do distrito é a Ilha dos Franceses, que foi ponto estratégico dos franceses para a invasão da antiga Província do Espírito Santo.